# 제네시스 G80
제네시스 G80(GENESIS G80)은 제네시스에서 판매하는 후륜구동 또는 4륜구동 방식의 준대형 세단으로, 기존의 현대 제네시스가 2017년형으로 페이스 리프트 됨과 동시에 차명이 제네시스 G80으로 변경되어 제네시스로 편입된 것이다.

## 1세대(BH)
2020년 출시한 제네시스 G80의 코드네임은 RG3로 3세대 모델임을 공식적으로 규정함으로써 G80이 현대 제네시스의 계보를 잇는 모델로 정의하였다.

## 2세대(DH)

### G80(2016년7월~2020년3월)

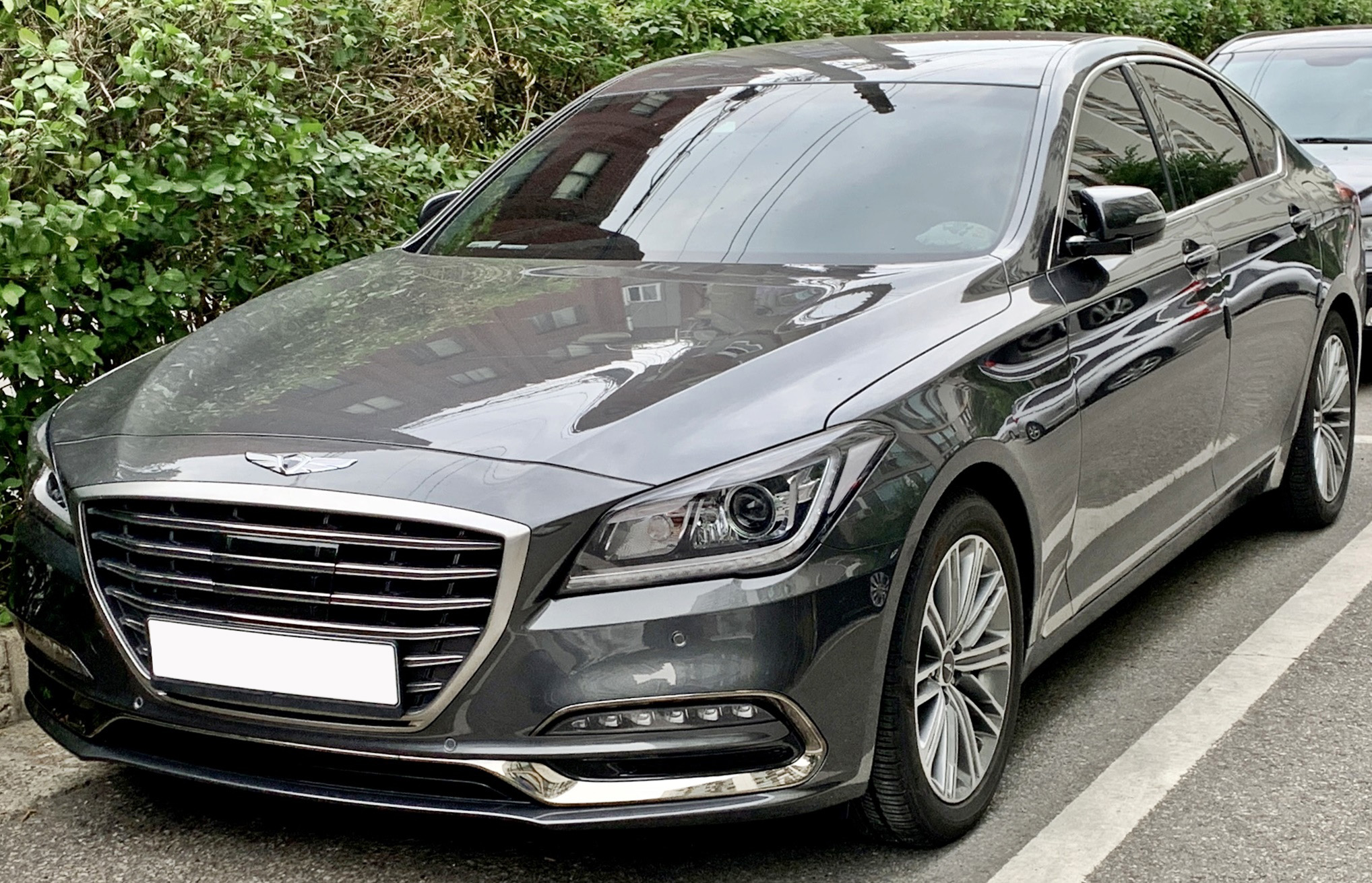
제네시스 G80 정측면

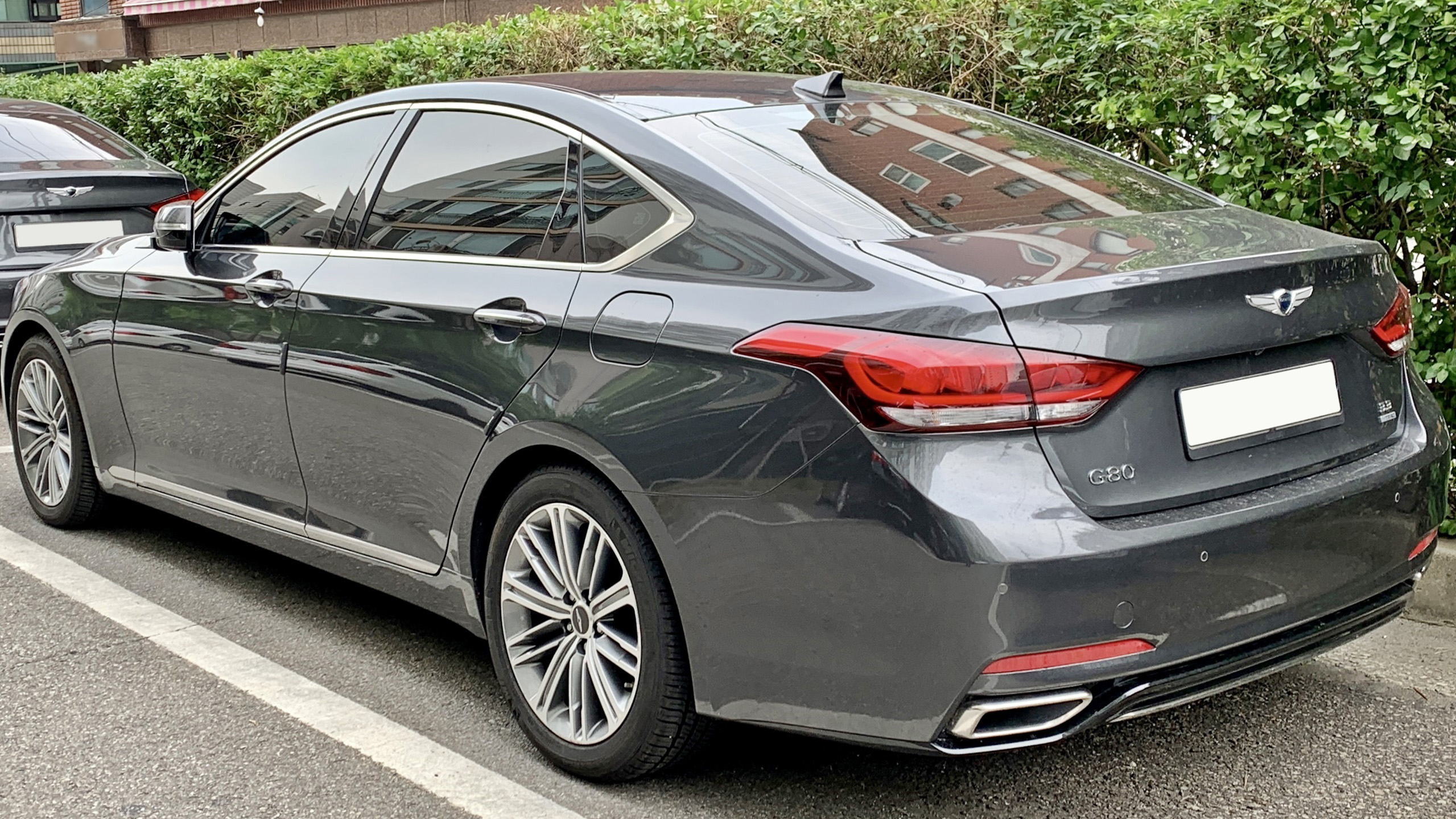
제네시스 G80 후측면

2016년 6월에 개최된 부산 국제 모터쇼에서 처음 공개되었고, 같은 해 7월 7일부터 판매가 개시되었다. 기존의 디자인이 호평을 받았기 때문에 큰 변화가 없는 대신 소폭의 페이스 리프트를 하여 디테일과 감성 품질을 향상하는 데 주안점을 두었다. 외장은 앞 범퍼에 다크 가니쉬 크롬이 적용되어 디자인이 소폭 변경되었고, 라디에이터 그릴의 형상도 바뀌었다. 기존의 듀얼 HID 헤드 램프가 어댑티브 풀 LED 헤드 램프로 변경되었으며, 18인치 알루미늄 휠의 디자인이 달라졌다(19인치는 기존과 동일). 내장 역시 클러스터, 기어 노브(전자식 변속 레버 적용), 스피커 그릴, 아날로그 시계(제네시스 로고 적용) 등 일부분의 디자인이 변경되었고, 리얼 우드와 리얼 알루미늄 등 고급 소재를 확대 적용하여 감성 품질을 높였다. 고속 도로에서 부분적인 자율 주행이 가능한 고속 도로 주행 지원 시스템(HDA), 운전자의 집중도가 떨어지면 알람으로 휴식을 권유하는 부주의 운전 경보 시스템(DAA) 등의 신기술이 도입되었다. 전자식 변속 레버, 스마트폰 무선 충전 시스템, 세이프티 언락 기능, 애플 카플레이, 안드로이드 오토 역시 신규 적용되었다. 아울러 차량 보증 기간을 연장하는 혜택을 도입하였는데, 차체 및 일반부품의 경우 기존 3년 6만km에서 5년 10만km로 보증을 강화하였다. 이 혜택은 기존의 현대 제네시스(DH) 오너들에게도 소급하여 똑같이 적용된다. 2017년 10월 16일에는 스포츠 디자인 셀렉션 패키지가 추가되는 등 상품성이 개선된 2018년형이 출시되었다. 2018년 8월 27일에는 터널 모드 자동 내기 순환과 제네시스 액티브 세이프티 컨트롤(후측방 충돌 방지 보조, 후방 교차 충돌 방지 보조, 고속도로 주행 보조, 차로 이탈 방지 보조, 운전자 주의 경고, 하이빔 보조, 스마트 크루즈 컨트롤)이 기본 적용되고, 카카오 아이 서버형 음성 인식, 스마트 자세 제어 시스템 등이 신규 적용된 2019년형이 출시되었다.

#### 라인업
| 구분 | G80 V6 3.3ℓ 람다 GDI              | G80 V6 3.8ℓ 람다 GDI                         | G80 2.2ℓ VGT           |
| ---- | --------------------------------- | -------------------------------------------- | ---------------------- |
| G80  | 럭셔리 프리미엄 럭셔리 프레스티지 | 럭셔리 프리미엄 럭셔리 프레스티지 파이니스트 | 럭셔리 프리미엄 럭셔리 |

#### 제원
| 구분                 | G80 3.3ℓ V6 람다 GDI                                                                   | G80 3.3ℓ V6 람다 GDI (H 트랙)                                                          | G80 3.8ℓ V6 람다 GDI                       | G80 3.8ℓ V6 람다 GDI (H 트랙)              | G80 2.2ℓ R e-VGT                                                                           | G80 2.2ℓ R e-VGT (H 트랙)                                                                  |
| -------------------- | -------------------------------------------------------------------------------------- | -------------------------------------------------------------------------------------- | ------------------------------------------ | ------------------------------------------ | ------------------------------------------------------------------------------------------ | ------------------------------------------------------------------------------------------ |
| 전장 (mm)            | 4,990                                                                                  | 4,990                                                                                  | 4,990                                      | 4,990                                      | 4,990                                                                                      | 4,990                                                                                      |
| 전폭 (mm)            | 1,890                                                                                  | 1,890                                                                                  | 1,890                                      | 1,890                                      | 1,890                                                                                      | 1,890                                                                                      |
| 전고 (mm)            | 1,480                                                                                  | 1,480                                                                                  | 1,480                                      | 1,480                                      | 1,480                                                                                      | 1,480                                                                                      |
| 축거 (mm)            | 3,010                                                                                  | 3,010                                                                                  | 3,010                                      | 3,010                                      | 3,010                                                                                      | 3,010                                                                                      |
| 윤거 (전, mm)        | 1,628(R18) 1,620(R19)                                                                  | 1,628(R18) 1,620(R19)                                                                  | 1,620(R19)                                 | 1,620(R19)                                 | 1,628(R18) 1,620(R19)                                                                      | 1,628(R18) 1,620(R19)                                                                      |
| 윤거 (후, mm)        | 1,659(R18) 1,633(R19)                                                                  | 1,659(R18) 1,633(R19)                                                                  | 1,633(R19)                                 | 1,633(R19)                                 | 1,659(R18) 1,633(R19)                                                                      | 1,659(R18) 1,633(R19)                                                                      |
| 승차 정원            | 5명                                                                                    | 5명                                                                                    | 5명                                        | 5명                                        | 5명                                                                                        | 5명                                                                                        |
| 변속기               | 자동 8단                                                                               | 자동 8단                                                                               | 자동 8단                                   | 자동 8단                                   | 자동 8단                                                                                   | 자동 8단                                                                                   |
| 서스펜션 (전/후)     | 멀티 링크/멀티 링크                                                                    | 멀티 링크/멀티 링크                                                                    | 멀티 링크/멀티 링크                        | 멀티 링크/멀티 링크                        | 멀티 링크/멀티 링크                                                                        | 멀티 링크/멀티 링크                                                                        |
| 구동 형식            | 후륜구동                                                                               | 4륜구동                                                                                | 후륜구동                                   | 4륜구동                                    | 후륜구동                                                                                   | 4륜구동                                                                                    |
| 엔진 형식            | G6DH                                                                                   | G6DH                                                                                   | G6DJ                                       | G6DJ                                       | D4HC                                                                                       | D4HC                                                                                       |
| 연료                 | 가솔린                                                                                 | 가솔린                                                                                 | 가솔린                                     | 가솔린                                     | 디젤                                                                                       | 디젤                                                                                       |
| 배기량 (cc)          | 3,342                                                                                  | 3,342                                                                                  | 3,778                                      | 3,778                                      | 2,199                                                                                      | 2,199                                                                                      |
| 최고 출력 (ps/rpm)   | 282/6,000                                                                              | 282/6,000                                                                              | 315/6,000                                  | 315/6,000                                  | 202/3,800                                                                                  | 202/3,800                                                                                  |
| 최대 토크 (kg*m/rpm) | 35.4/5,000                                                                             | 35.4/5,000                                                                             | 40.5/5,000                                 | 40.5/5,000                                 | 45.0/1,750 ~ 2,750                                                                         | 45.0/1,750 ~ 2,750                                                                         |
| 연료 탱크 용량 (ℓ)   | 77                                                                                     | 77                                                                                     | 77                                         | 77                                         | 77                                                                                         | 77                                                                                         |
| 요소수 탱크 용량 (ℓ) | -                                                                                      | -                                                                                      | -                                          | -                                          | 14                                                                                         | 14                                                                                         |
| 공차 중량 (kg)       | 1,900(18인치 타이어)/ 1,920(19인치 타이어)                                             | 1,970(18인치 타이어)/ 1,990(19인치 타이어)                                             | 1,965(19인치 타이어)                       | 2,035(19인치 타이어)                       | 1,950(18인치 타이어)/ 1,995(19인치 타이어)                                                 | 2,020(18인치 타이어)/ 2,065(19인치 타이어)                                                 |
| 연비 (km/ℓ)          | 도심 8.4/고속 11.7/복합 9.6(18인치 타이어)/ 도심 8.2/고속 11.5/복합 9.4(19인치 타이어) | 도심 7.8/고속 10.8/복합 8.9(18인치 타이어)/ 도심 7.7/고속 10.6/복합 8.8(19인치 타이어) | 도심 8.0/고속 11.1/복합 9.2(19인치 타이어) | 도심 7.5/고속 10.4/복합 8.6(19인치 타이어) | 도심 12.3/고속 16.1/복합 13.8(18인치 타이어)/ 도심 11.7/고속 15.3/복합 13.1(19인치 타이어) | 도심 10.9/고속 14.2/복합 12.2(18인치 타이어)/ 도심 10.8/고속 14.1/복합 12.1(19인치 타이어) |
| Co2 배출량 (g/km)    | 184(18인치 타이어)/ 189(19인치 타이어)                                                 | 199(18인치 타이어)/ 202(19인치 타이어)                                                 | 194(19인치 타이어)                         | 208(19인치 타이어)                         | 138(18인치 타이어)/ 146(19인치 타이어)                                                     | 158(18인치 타이어)/ 159(19인치 타이어)                                                     |

### G80 스포츠(2016년10월~2020년3월)

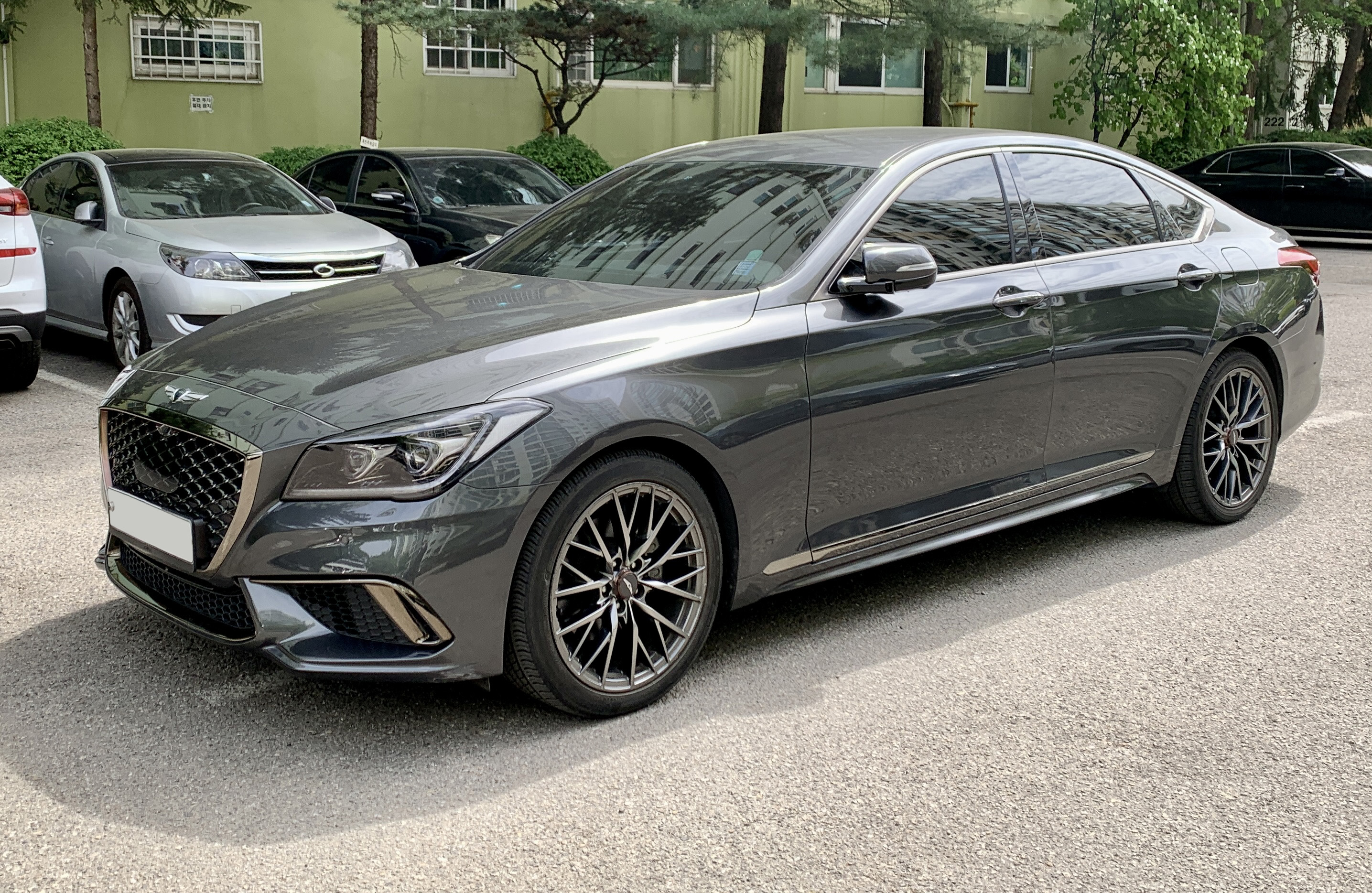
제네시스 G80 스포츠 정측면

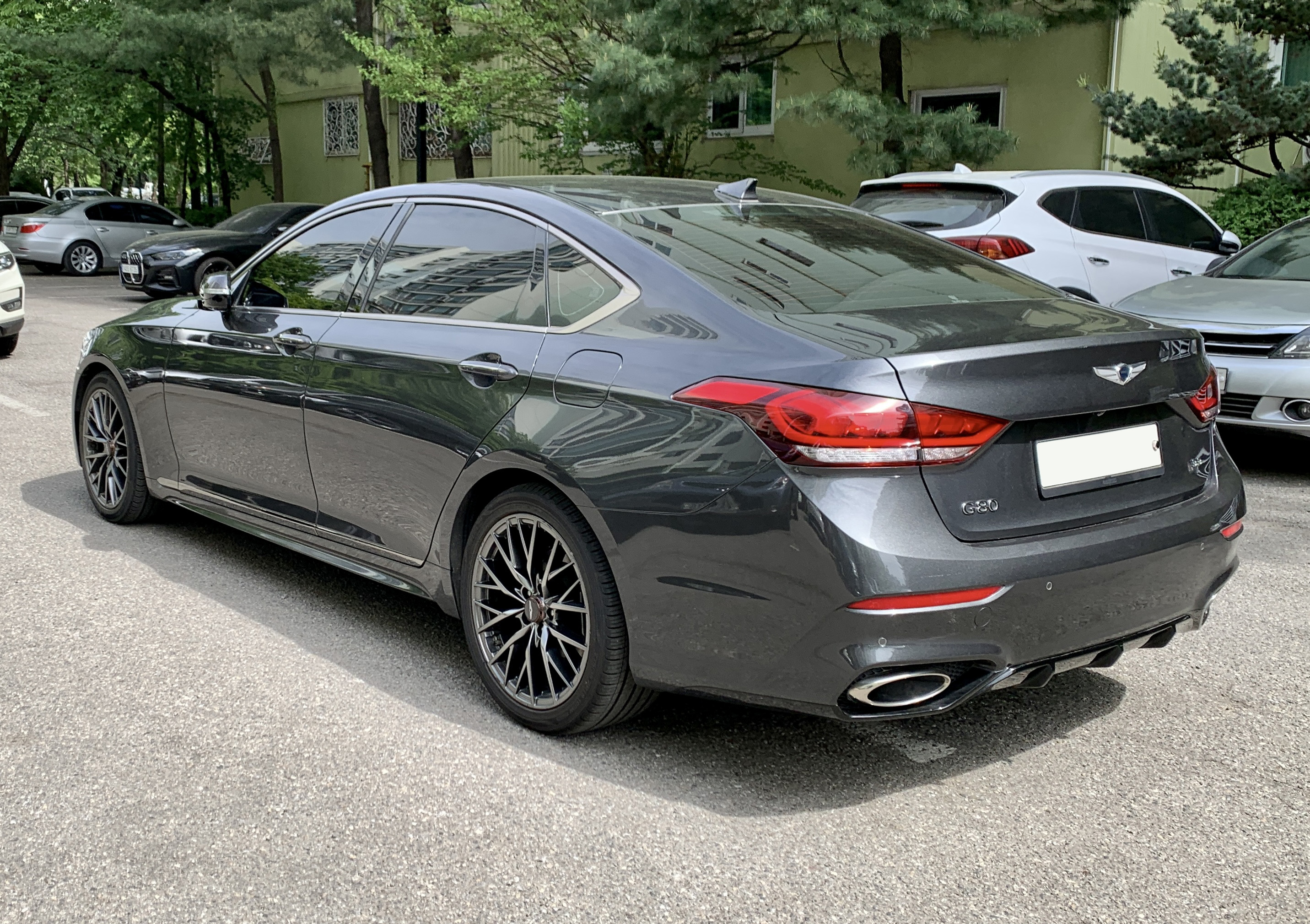
제네시스 G80 스포츠 후측면

2016년 10월 26일에는 V6 3.3ℓ 람다 II GDI 가솔린 터보 엔진을 적용한 고성능 사양인 G80 스포츠가 출시되었다. G80 스포츠는 스포티한 느낌의 디자인 요소가 적용되어 역동적인 느낌을 극대화하였고, 향상된 성능에 걸맞게 서스펜션과 스티어링 반응도 최적화시켰다.

#### 라인업
| 구분       | G80 스포츠 V6 3.3ℓ 람다 II GDI 터보 |
| ---------- | ----------------------------------- |
| G80 스포츠 | 스포츠                              |

#### 제원
| 구분                 | G80 스포츠 3.3ℓ V6 람다 II GDI 터보        | G80 스포츠 3.3ℓ V6 람다 II GDI 터보 (H 트랙) |
| -------------------- | ------------------------------------------ | -------------------------------------------- |
| 전장 (mm)            | 4,990                                      | 4,990                                        |
| 전폭 (mm)            | 1,890                                      | 1,890                                        |
| 전고 (mm)            | 1,480                                      | 1,480                                        |
| 축거 (mm)            | 3,010                                      | 3,010                                        |
| 윤거 (전, mm)        | 1,620(R19)                                 | 1,620(R19)                                   |
| 윤거 (후, mm)        | 1,633(R19)                                 | 1,633(R19)                                   |
| 승차 정원            | 5명                                        | 5명                                          |
| 변속기               | 자동 8단                                   | 자동 8단                                     |
| 서스펜션 (전/후)     | 멀티 링크/멀티 링크                        | 멀티 링크/멀티 링크                          |
| 구동 형식            | 후륜 구동                                  | 4륜 구동                                     |
| 엔진 형식            | G6DP                                       | G6DP                                         |
| 연료                 | 가솔린                                     | 가솔린                                       |
| 배기량 (cc)          | 3,342                                      | 3,342                                        |
| 최고 출력 (ps/rpm)   | 370/6,000(프리미엄 연료)                   | 370/6,000(프리미엄 연료)                     |
| 최대 토크 (kg*m/rpm) | 52.0/1,300~4,500(프리미엄 연료)            | 52.0/1,300~4,500(프리미엄 연료)              |
| 연료 탱크 용량 (ℓ)   | 77                                         | 77                                           |
| 요소수 탱크 용량 (ℓ) | -                                          | -                                            |
| 공차 중량 (kg)       | 2,020(19인치 타이어)                       | 2,090(19인치 타이어)                         |
| 연비 (km/ℓ)          | 도심 7.4/고속 10.5/복합 8.5(19인치 타이어) | 도심 7.0/고속 9.8/복합 8.0(19인치 타이어)    |
| Co2 배출량 (g/km)    | 200(19인치 타이어)                         | 213(19인치 타이어)                           |

## 3세대(RG3)

### 디 올 뉴 G80(2020년3월~2024년1월)

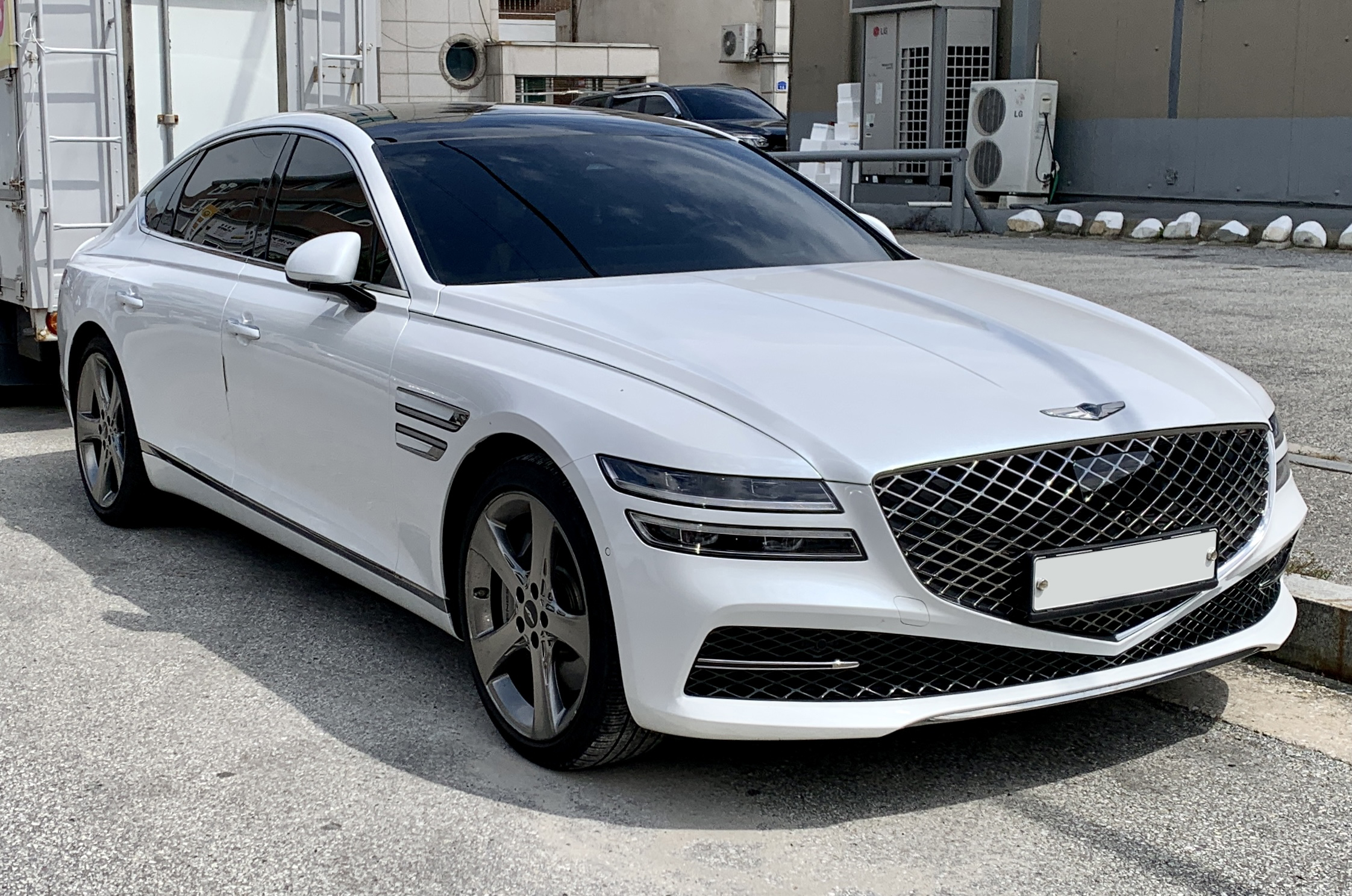
제네시스 디 올 뉴 G80 정측면

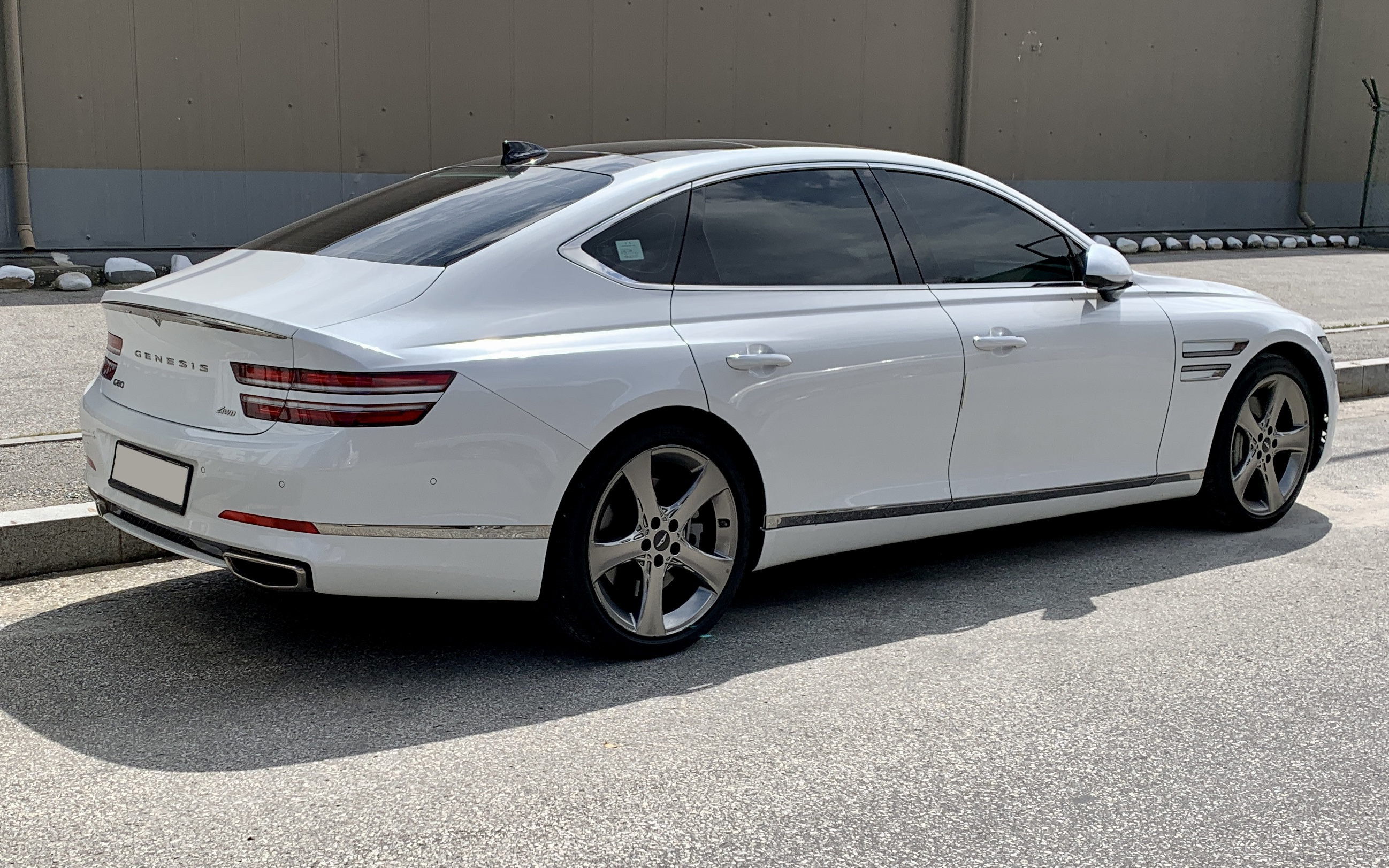
제네시스 디 올 뉴 G80 후측면

GV80와 플랫폼을 공용하며, 2020년 3월 5일에 티저 이미지가 공개되었고, 동년 3월 30일에 정식 출시되었다. 이번 3세대 G80는 '역동적인 우아함(Athletic Elegance)’을 강조했으며, 세단이 갖출 수 있는 완벽한 비율을 구현했다. 전면에는 두 줄 디자인의 쿼드램프와 크레스트 그릴을 적용하였으며, 후면으로 갈수록 낮게 이어지는 파라볼릭 라인과 말굽 형태로 음각 처리된 트렁크 표면을 통해 제네시스의 정체성을 확립하고, 실내는 날렵한 형태의 송풍구와 14.5인치 인포테인먼트 시스템, 다이얼 타입 전자식 자동변속기를 적용하여 고급화시켰다. 네비게이션 기반의 스마트 크루즈 컨트롤, 지능형 헤드램프, 프리액티브 세이프티 시트 등 첨단 안전 사양들이 적용되었으며, 제네시스 카 페이(차량 내 간편 결제 서비스)와 발레모드, 증강현실 네비게이션, 에르고 모션 등의 다양한 편의 사양도 함께 적용되었다. 전 세대의 무게가 많이 나가는 비판을 수용하여 보닛 , 도어, 서스펜션 너클 암등은 알루미늄을 써 무게를 많이 줄였다.
304마력 세타 2.5리터 가솔린 터보 엔진 및 380마력 람다 V6 3.5리터 가솔린 트윈터보 엔진이 새로 적용됐다. 이전 세대와 달리 타우 V8 엔진은 적용되지 않고, R 2.2리터 커먼레일 디젤 엔진은 새로 설계한 개선형으로 바뀌었으며 미세먼지 이슈 문제로, 2021년 하반기에 단종한 바 있다.

#### 제원
| 구분                 | 가솔린 2.5 터보  | 가솔린 3.5 터보  | 디젤 2.2         |
| -------------------- | ---------------- | ---------------- | ---------------- |
| 전장 (mm)            | 4,995            | 4,995            | 4,995            |
| 전폭 (mm)            | 1,925            | 1,925            | 1,925            |
| 전고 (mm)            | 1,465            | 1,465            | 1,465            |
| 축거 (mm)            | 3,010            | 3,010            | 3,010            |
| 윤거 (전, mm)        | 1,627(18″)       | 1,630(19″)       | 1,627(18″)       |
| 윤거 (후, mm)        | 1,659(18″)       | 1,637(19″)       | 1,659(18″)       |
| 구동 형식            | 2WD/AWD          | 2WD/AWD          | 2WD/AWD          |
| 엔진 형식            | I4 2.5 T GDI     | V6 3.5 T GDI     | I4 2.2 e-VGT     |
| 배기량 (cc)          | 2,497            | 3,470            | 2,151            |
| 최고 출력 (ps/rpm)   | 304/5,800        | 380/5,800        | 210/3,800        |
| 최대 토크 (kg*m/rpm) | 43.0/1,650~4,000 | 54.0/1,300~4,500 | 45.0/1,750~2,750 |
| 연료 탱크 용량 (ℓ)   | 65               | 73               | 65               |

### G80 일렉트리파이드(2021년4월~ 현재)
2021년 4월 19일에 열린 2021 상하이 국제 모터쇼에서 G80 EV를 첫 공개했다. 제네시스의 첫 EV 모델로, 내연기관 기반 G80의 파생형이다. 대한민국에는 2021년 7월 7일에 출시했으며, EV에서만 볼 수 있었던 V2L, 멀티 급속 충전 시스템 등의 기술을 적용했다. SM3 ZE에 이어 대한민국에서 2번째로 출시한 EV 세단으로, 대한민국산 EV 세단 최초로 DC콤보-1을 적용했다. 또한 충전구를 닫았을 때 충전구의 경계가 드러나지 않고, 배기구가 없어지는 등 여러 디자인 요소가 변경되었다.

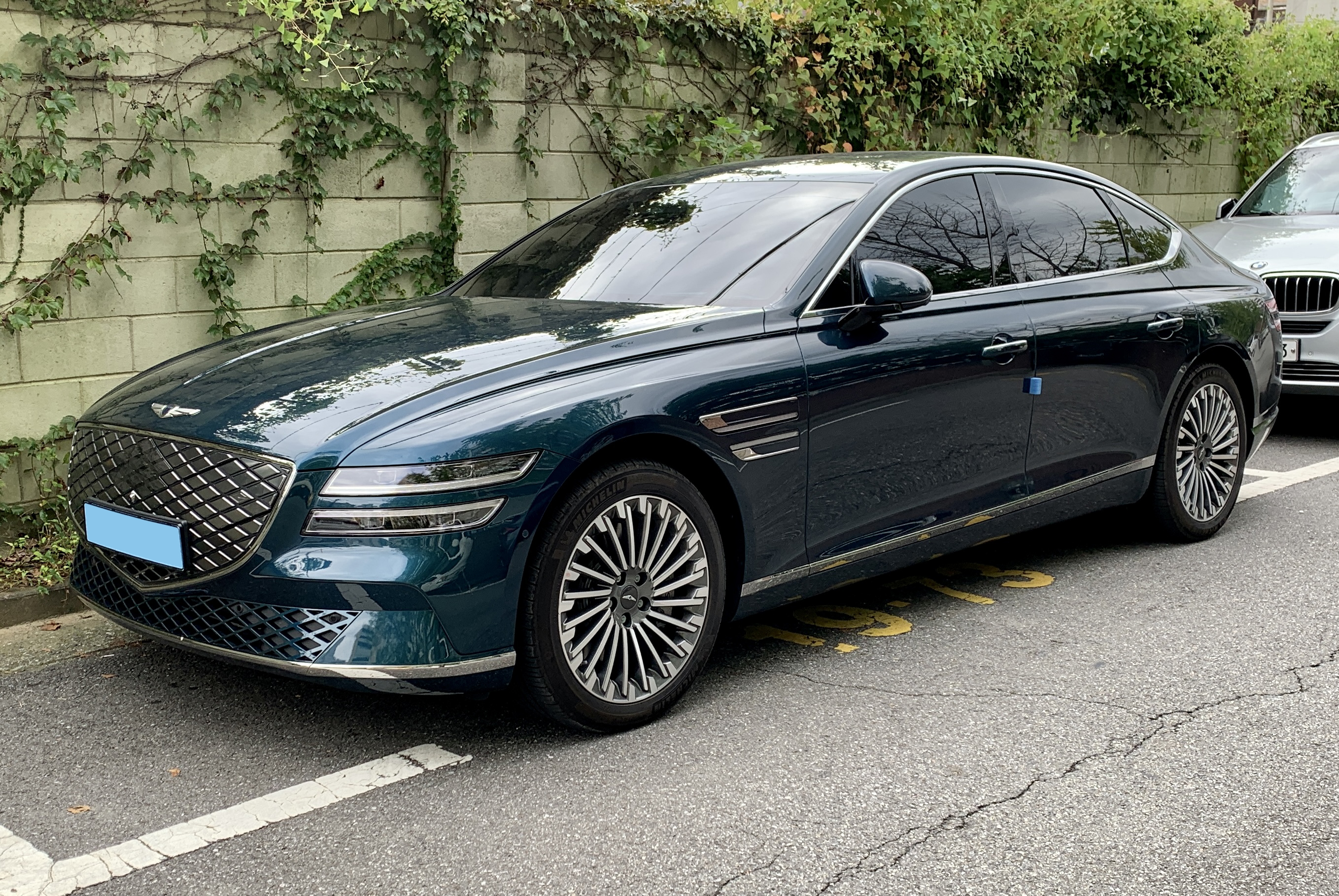
제네시스 Electrified G80 전측면
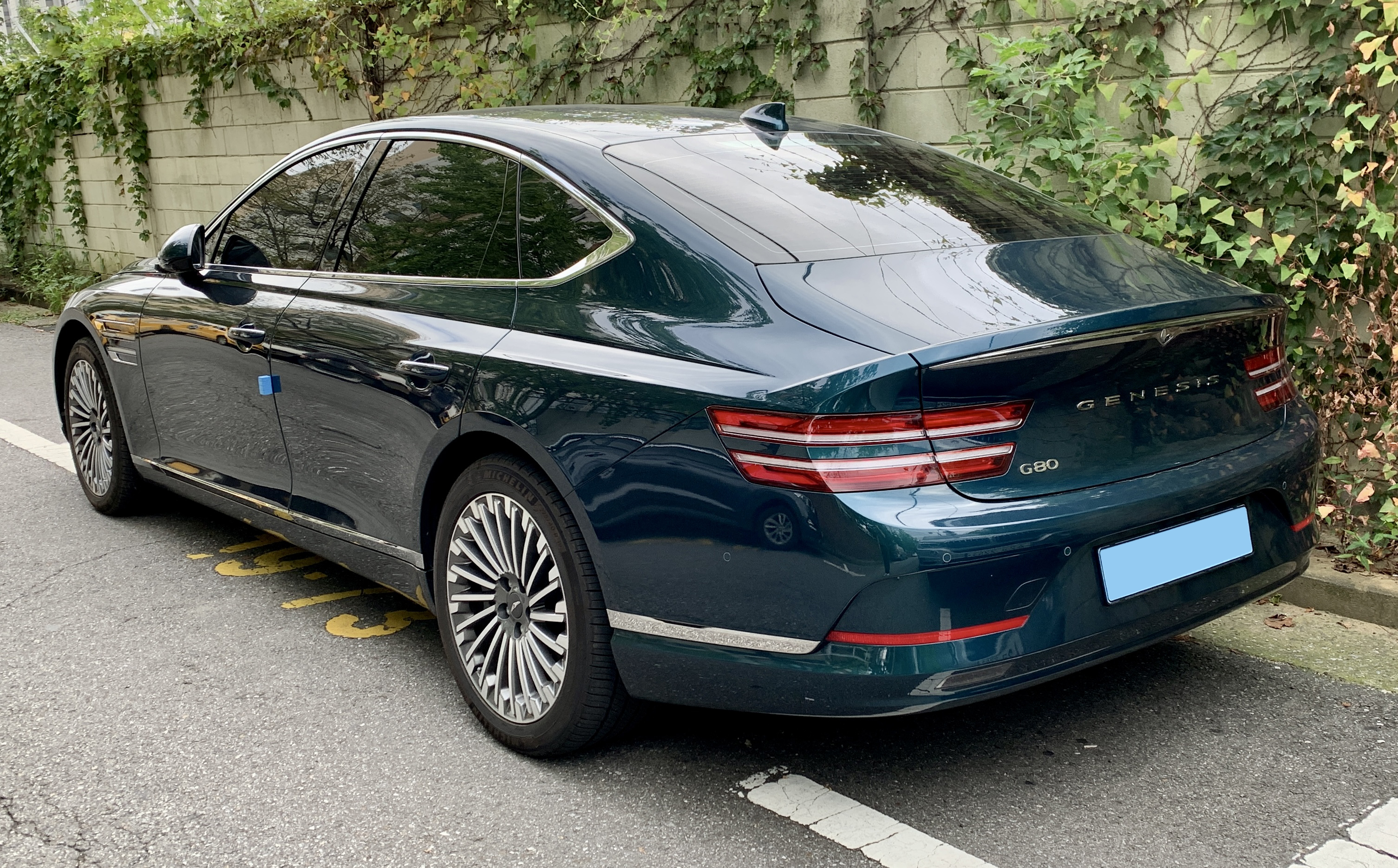
제네시스 Electrified G80 후측면
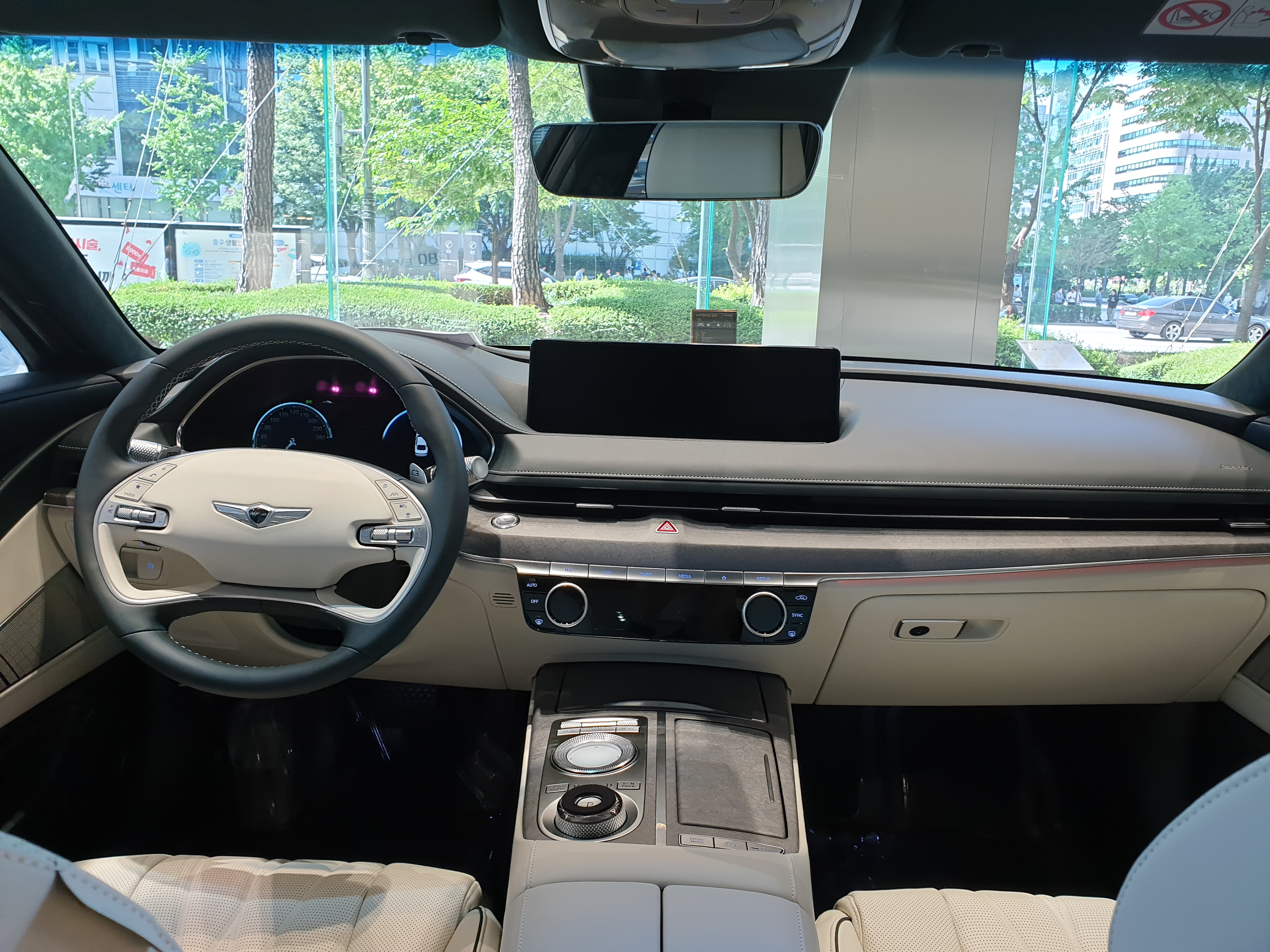
실내

### 더 올 뉴 G80 스포츠 (2021년8월~ 2024년 1월)
2021년 7월 5일, 내외관 디자인 공개 후 2021년 8월 10일 공식 출시됐다. 기존 디 올 뉴 G80 모델에서 역동적인 디자인 요소를 보다 강조한 모델이다. 엔진은 가솔린 2.5터보, 가솔린 3.5 터보, 디젤2.2 등 모든 엔진별로 선택 가능하다. 전면부는 지-매트릭스 패턴의 라디에이터 그릴과 입체적인 윙 형상의 프론트 범퍼 디자인으로 강렬한 이미지를 구현했다. 헤드램프 또한 검은색상의 베젤이 적용되어 스포티함을 강조했다. 측면부는 사이드 몰딩과 스포츠 전용 20인치 다크 스퍼터링 알로이 휠, 레드&블랙 색상의 캘리퍼를 통해 역동적인 디자인을 표현했다. 또한, 3 스포크 스티어링 휠을 적용해 스포티함을 강조했다. 후면부는 트렁크 리드 몰딩과 새로운 범퍼 디자인에 맞춘 디퓨저를 통해 기본 모델과 차별화했다.

색상의 경우 외장은 G80 스포츠 모델 전용 색상인 캐번디시 레드가 추가됐으며, 실내는 블랙 모노톤에 그레이 스티치, 레드 스티치, 세비아 레드 총 3가지 전용 컬러 사양이 추가됐다. 또한 제네시스 브랜드 최초로 후륜 조향 시스템 (Rear Wheel Steering)이 적용되었다.

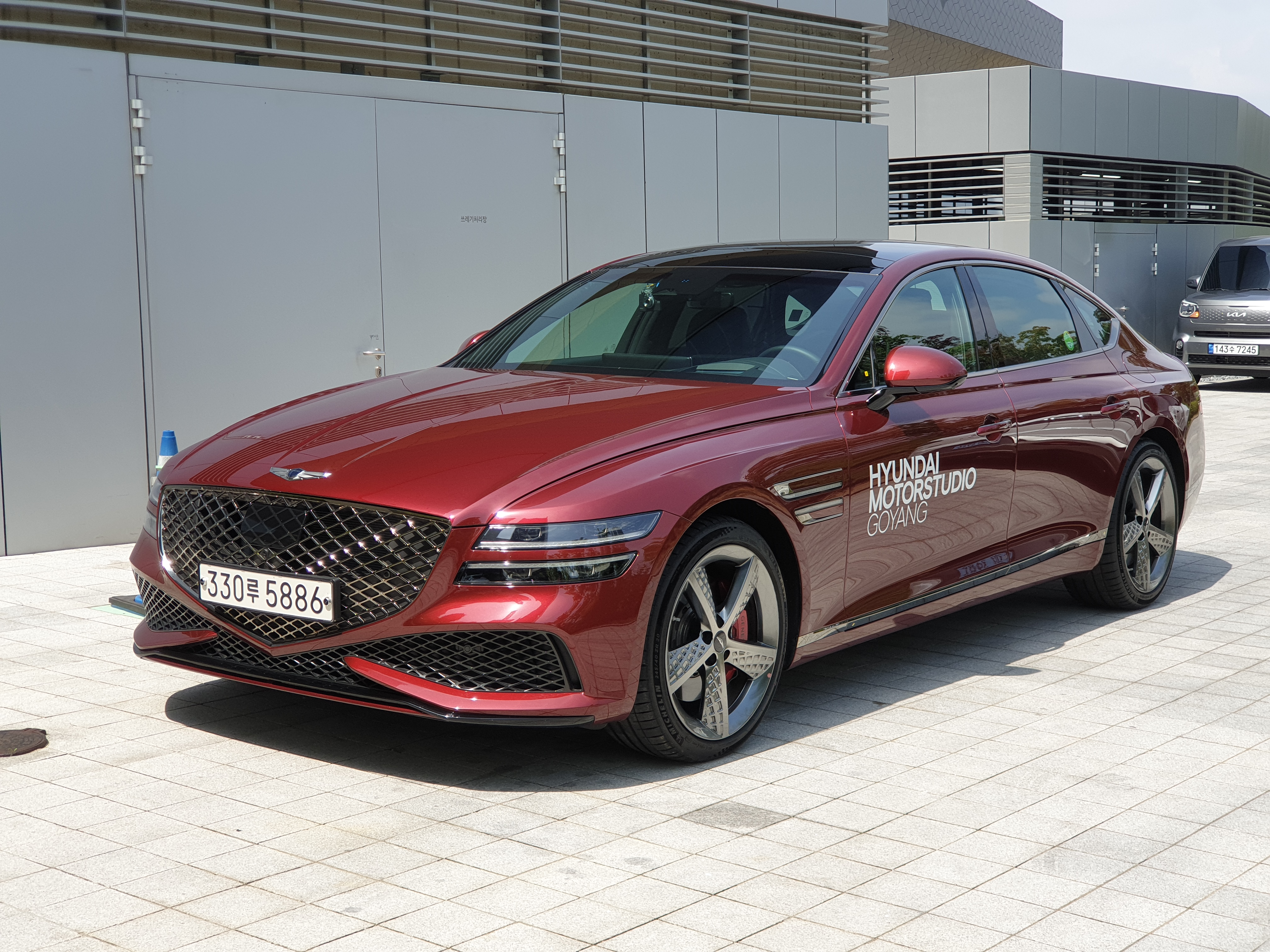
제네시스 G80 스포츠 전측면
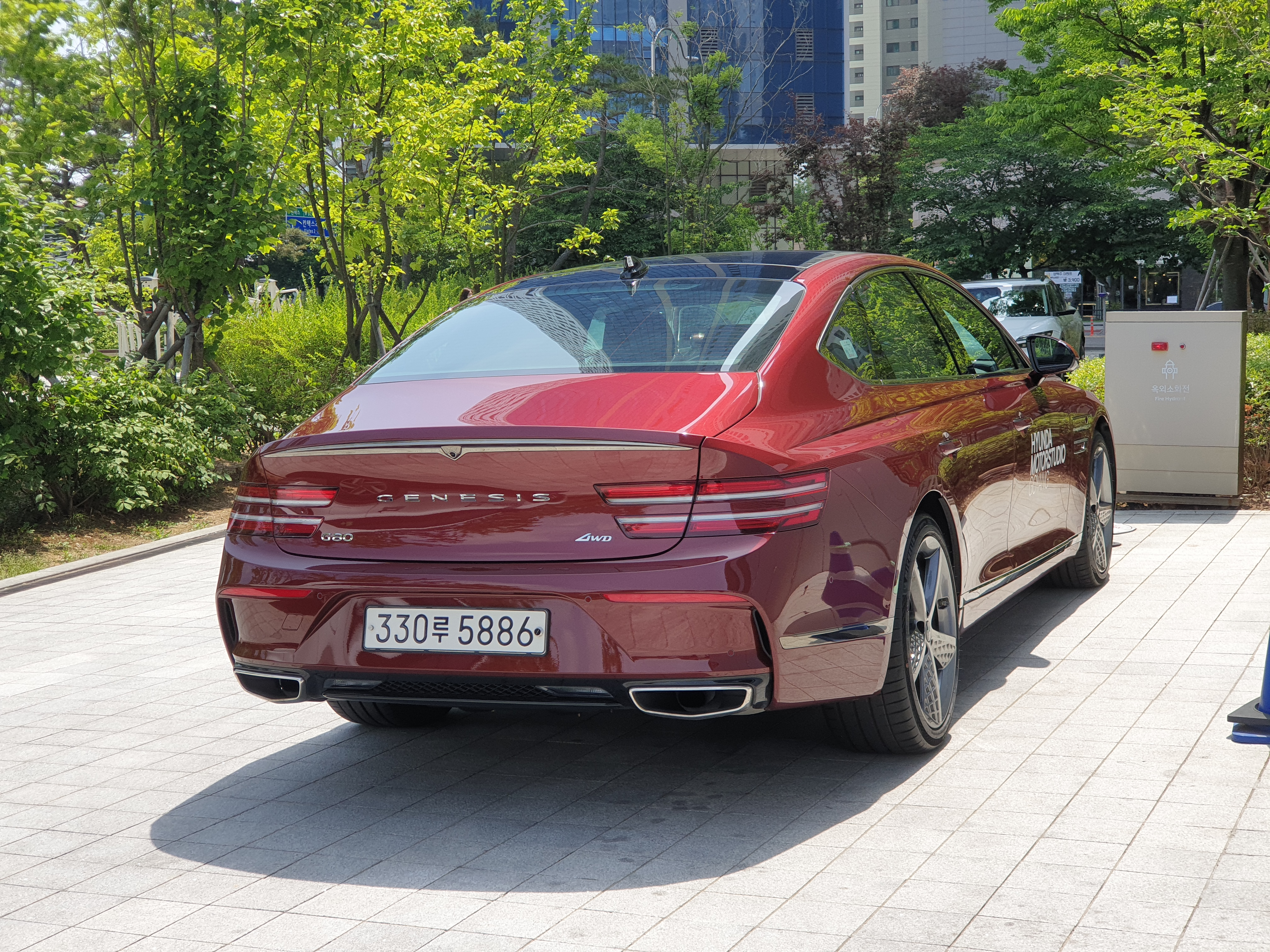
제네시스 G80 스포츠 후측면

#### 제원
| 구분                 | 가솔린 2.5 터보                  | 가솔린 3.5 터보         | 디젤 2.2                |
| -------------------- | -------------------------------- | ----------------------- | ----------------------- |
| 전장 (mm)            | 4,995                            | 4,995                   | 4,995                   |
| 전폭 (mm)            | 1,925                            | 1,925                   | 1,925                   |
| 전고 (mm)            | 1,465                            | 1,465                   | 1,465                   |
| 축거 (mm)            | 3,010                            | 3,010                   | 3,010                   |
| 윤거 (전, mm)        | 1,627(18″)/1,630(19″)/1,630(20″) | 1,630(19″) / 1,630(20″) | 1,627(18″) / 1,630(19″) |
| 윤거 (후, mm)        | 1,659(18″)/1,637(19″)/1,637(20″) | 1,637(19″) / 1,637(20″) | 1,659(18″) / 1,637(19″) |
| 구동 형식            | 2WD/AWD                          | 2WD/AWD                 | 2WD/AWD                 |
| 엔진 형식            | I4 2.5 T-GDi                     | V6 3.5 T GDi            | I4 2.2 e-VGT            |
| 배기량 (cc)          | 2,497                            | 3,470                   | 2,151                   |
| 최고 출력 (ps/rpm)   | 304/5,800                        | 380/5,800               | 210/3,800               |
| 최대 토크 (kg*m/rpm) | 43.0/1,650~4,000                 | 54.0/1,300~4,500        | 45.0/1,750~2,750        |
| 연료 탱크 용량 (ℓ)   | 65                               | 73                      | 65                      |

### G80 부분변경 모델 (2024년1월~ 현재)
2023년 12월 13일에 디자인 공개 후 2023년 12월 26일에 공식 출시됐다. 기존 G80의 역동적이면서 우아한 스타일을 계승하면서 범퍼, 램프 등 주요 디자인 요소의 디테일을 강화한 모델이다. 전면부는 크레스트 그릴을 이중 메쉬 구조로 구현했으며, 제네시스의 상징인 두 줄 헤드램프에는 MLA(Micro Lens Array) 기술이 적용됐다. 측면부는 비행기의 프로펠러가 도는 듯한 5 더블 스포크 20인치 휠이 새롭게 적용됐고, 후면부에는 제네시스 크레스트 그릴의 디자인에서 착안한 V 형상의 크롬 트림과 히든 머플러를 적용됐다. 외장 색상은 신규 색상인 브루클린 브라운을 포함해 우유니 화이트, 세빌 실버, 마칼루 그레이 등 총 10종으로 운영된다.
실내는 클러스터와 인포테인먼트 시스템이 하나로 합쳐진 27인치 통합형 와이드 디스플레이, 공조 조작계와 크리스탈 디자인의 전자식 변속 다이얼 및 통합 컨트롤러, 뱅앤올룹슨 고해상도 사운드 시스템 등이 적용됐다. 내장 색상은 블랙 모노톤, 카멜 모노톤, 그레이/베이지 투톤, 브라운/블루 투톤, 블랙/레드 투톤(스포츠 패키지 전용) 등 5종으로 운영된다.
1, 2열의 온도, 모드, 풍량을 각각 독립적으로 제어할 수 있는 3존+ 공조, 디지털키 2, 실내 지문 인증 시스템, 콘솔 암레스트 수납함 자외선 살균 기능, 콘솔 암레스트 열선, 음성인식 기능 등의 편의 사양이 탑재됐으며, 동승석 자세 메모리 시스템을 새롭게 추가하고 뒷면 전동식 커튼, 뒷좌석 수동식 도어 커튼, 뒷좌석 다기능 암레스트를 기본화했다. 또 고화질 녹화 및 음성 녹음을 지원하고 녹화시간 등이 향상된 빌트인캠 2, 직접식 감지 스티어링 휠, 운전자 전방 주시 경고 카메라, 원격 스마트 주차 보조 2, 전방/측방/후방 주차 충돌방지 보조 등의 안전 사양이 신규 적용됐다.
2025년 1월 8일, 연식변경 모델 '2025 G80'의 판매가 시작됐다.
2025 G80는 헤드업 디스플레이를 기본 적용했으며, 실내 색상에 포레스트 블루/에크루 카멜 투톤 조합이 새롭게 생겼다. 또한 운전자가 원격으로 시동을 걸고 차량에 접근할 때 사이드 미러 전개와 함께 퍼들램프가 추가로 점등되도록 변경했다.
2025 G80의 판매 가격은 2WD 기준 2.5 가솔린 터보 5,899만 원, 3.5 가솔린 터보 6,549만 원이며, 2025 G80 스포츠 패키지의 판매 가격은 2.5 가솔린 터보 6,239만 원, 3.5 가솔린 터보 7,101만 원이다.

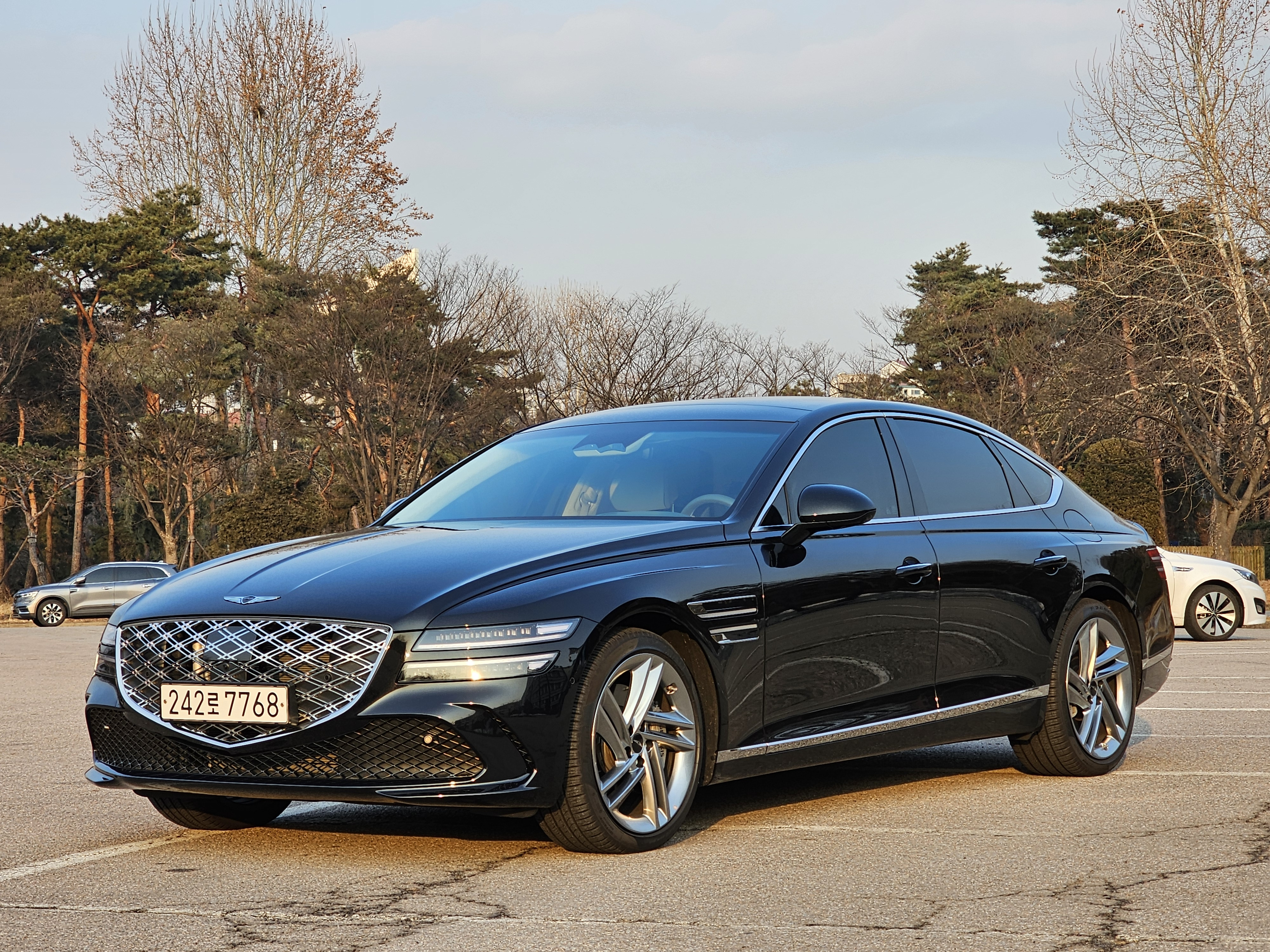
제네시스 G80 페이스리프트 전측면
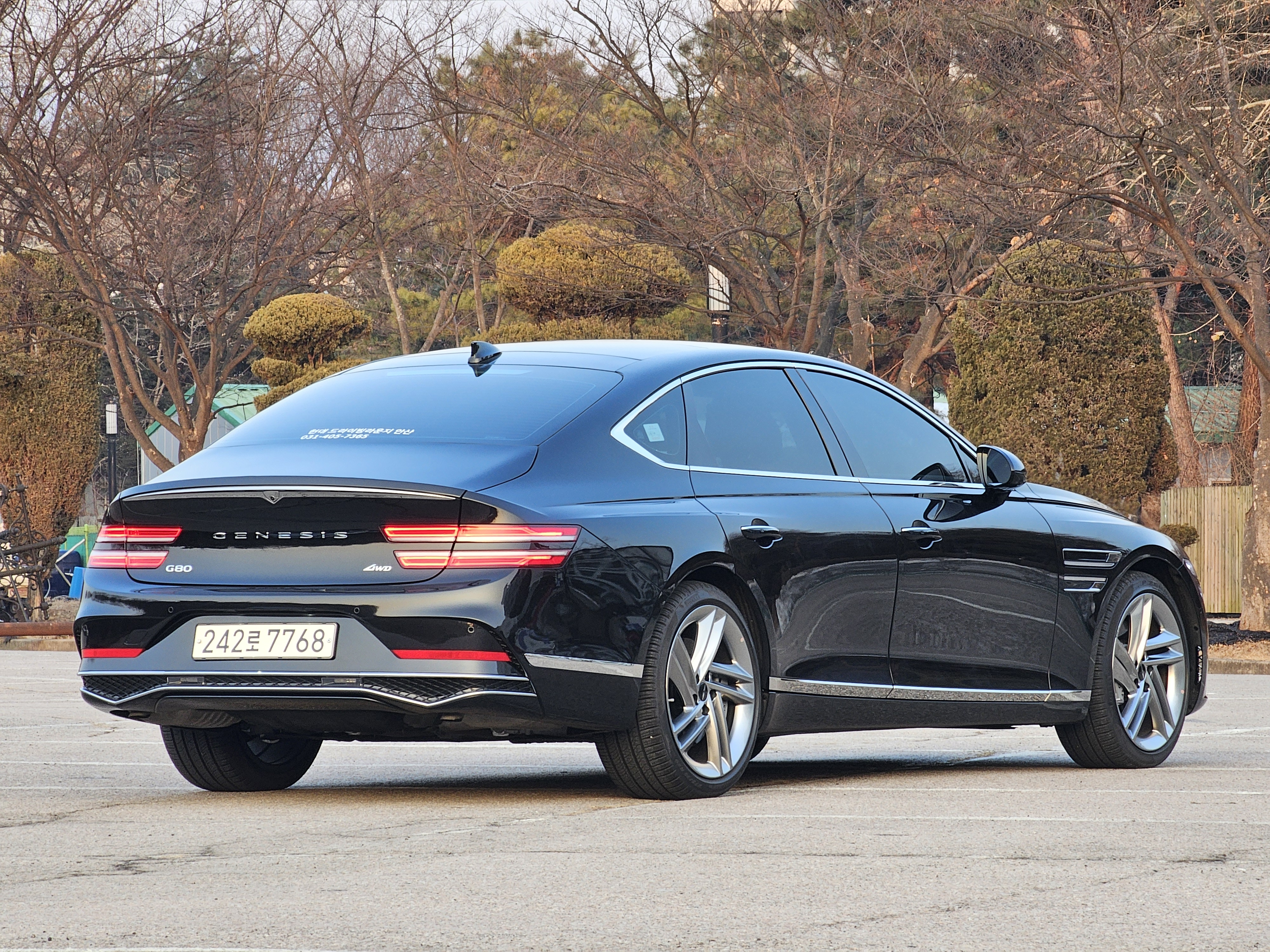
제네시스 G80 페이스리프트 후측면
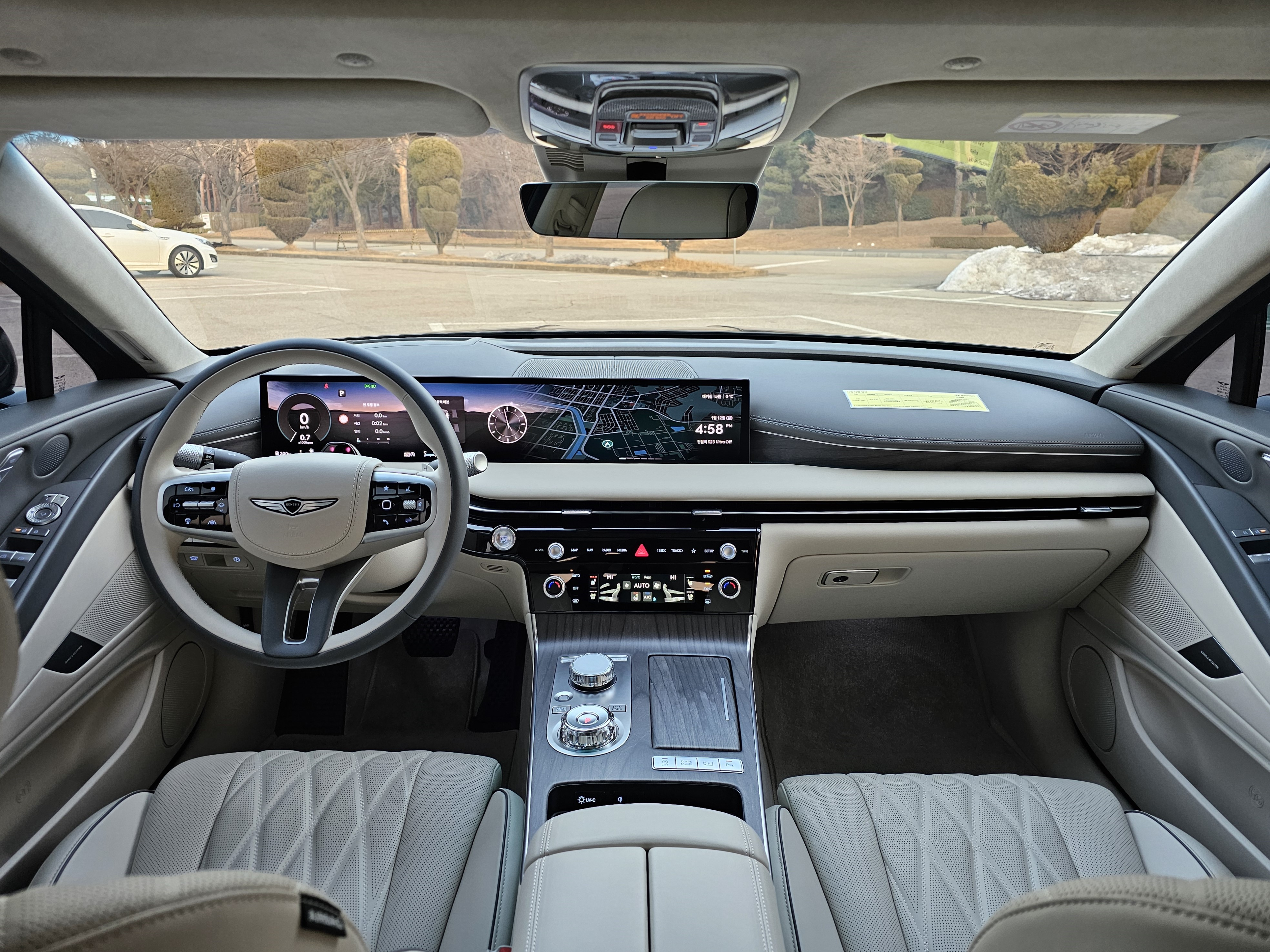
실내

#### 제원
| 구분                 | 가솔린 2.5 터보                                                          | 가솔린 3.5 터보                     |
| -------------------- | ------------------------------------------------------------------------ | ----------------------------------- |
| 전장 (mm)            | 5,005 (4,995 / 스포츠 패키지)                                            | 5,005 (4,995 / 스포츠 패키지)       |
| 전폭 (mm)            | 1,925                                                                    | 1,925                               |
| 전고 (mm)            | 1,465                                                                    | 1,465                               |
| 축거 (mm)            | 3,010                                                                    | 3,010                               |
| 배기량 (cc)          | 2,497                                                                    | 3,470                               |
| 최고 출력 (ps/rpm)   | 304                                                                      | 380                                 |
| 최대 토크 (kg*m/rpm) | 43.0                                                                     | 54.0                                |
| 복합연비 (km/ℓ)      | 10.6 (RWD, 18인치, 빌트인 캠 미적용) 9.9 (AWD, 18인치, 빌트인 캠 미적용) | 9.0 (RWD, 19인치) 8.3 (AWD, 19인치) |

### G80 블랙(2025년 1월 ~ 현재)
2025년 1월 8일, 연식변경 모델 판매와 함께 내ᆞ외장 디자인에 차별화된 블랙 색상을 적용한 'G80 블랙'의 판매가 시작됐다.
G80 블랙은 전면 범퍼 그릴 및 라디에이터 그릴, 전면 엠블럼, DLO 몰딩, 리어 범퍼 몰딩, 헤드램프 내부 사이드 베젤, ADAS 레이더 커버 패턴 등 외장 전반에 블랙 색상을 적용했으며 유광 블랙 색상의 20인치 휠과 플로팅 휠캡이 기본 적용된다.
실내는 공조/트렁크 등 버튼류, 도어/콘솔 등 스위치 및 장식류, 스티어링 휠 및 패들 시프트, 도어스텝, 스피커 그릴 및 로고 등을 블랙 색상으로 구현했으며 G80 블랙 전용 리얼우드 가니시, 시트 가죽, 시트 퀼팅 등을 적용했다. 27인치 통합형 와이드 디스플레이에 표현되는 웰컴ᆞ굿바이 애니메이션, 3D 모델 이미지, 그래픽 테마를 새롭게 구현하고 스마트 키의 로고 및 측면 크롬부에 블랙 색상이 적용된다.
G80 블랙의 판매 가격은 2.5 가솔린 터보 8,149만 원, 3.5 가솔린 터보 8,573만 원이다.

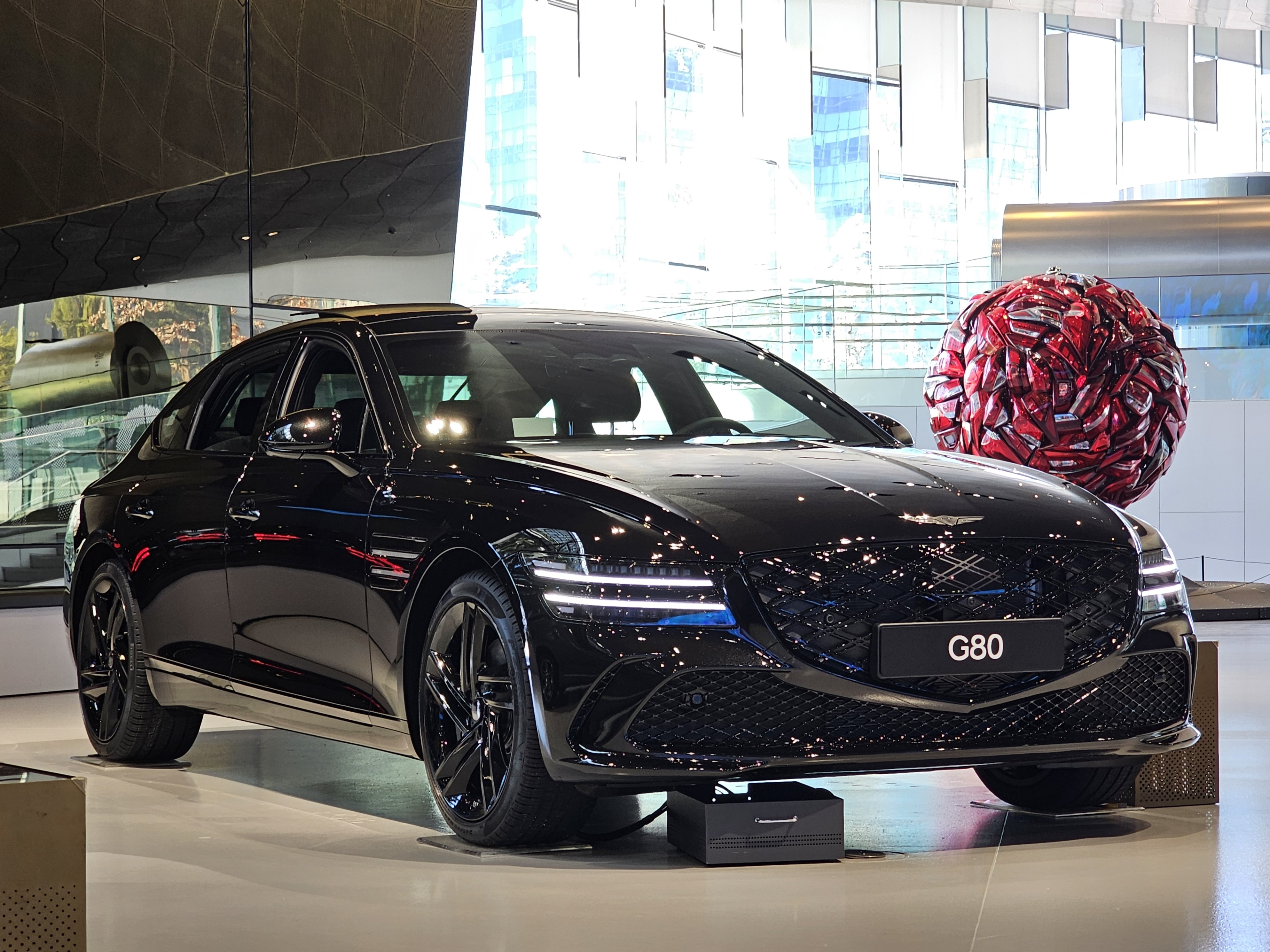
제네시스 블랙 전측면
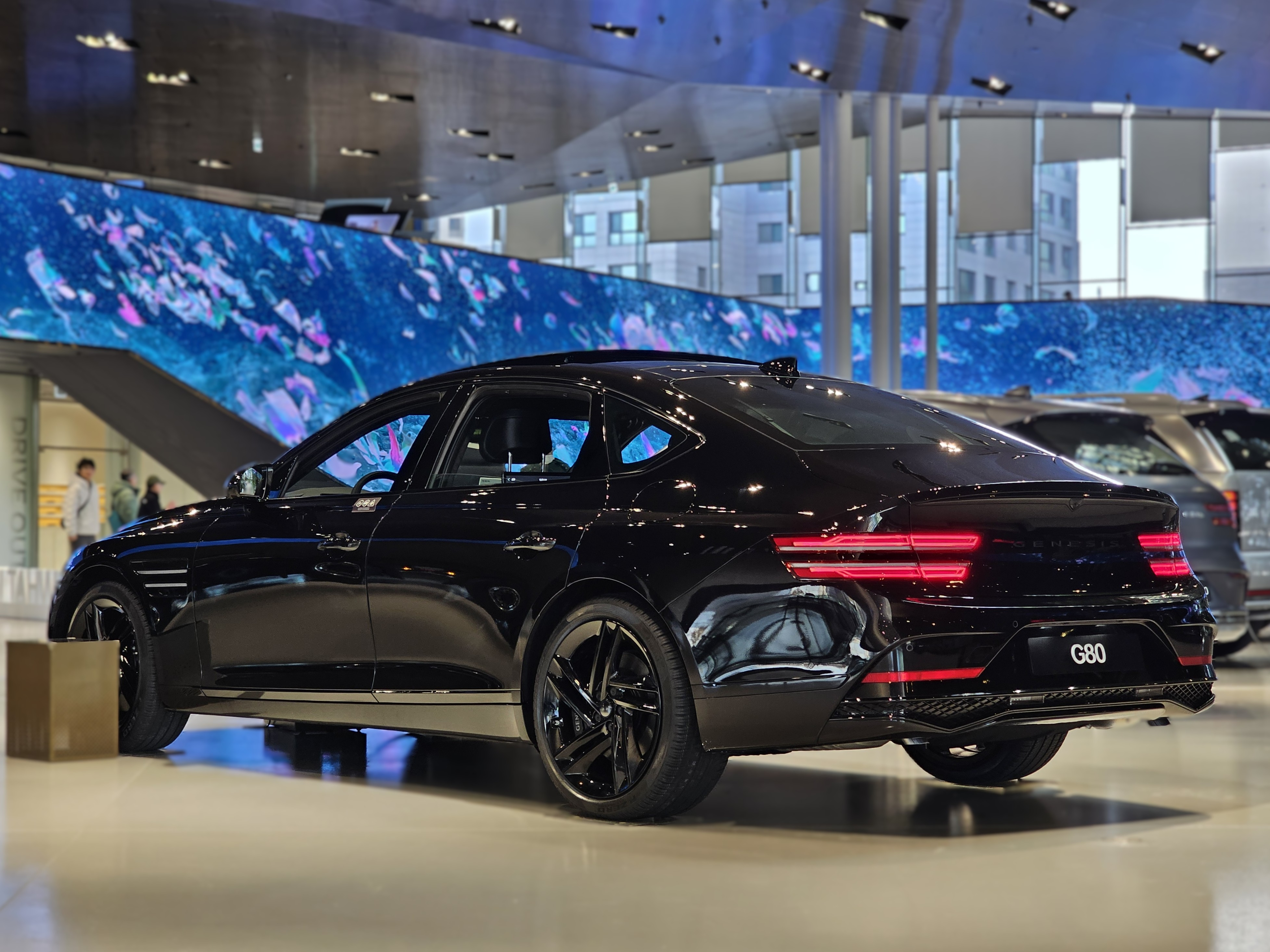
후측면
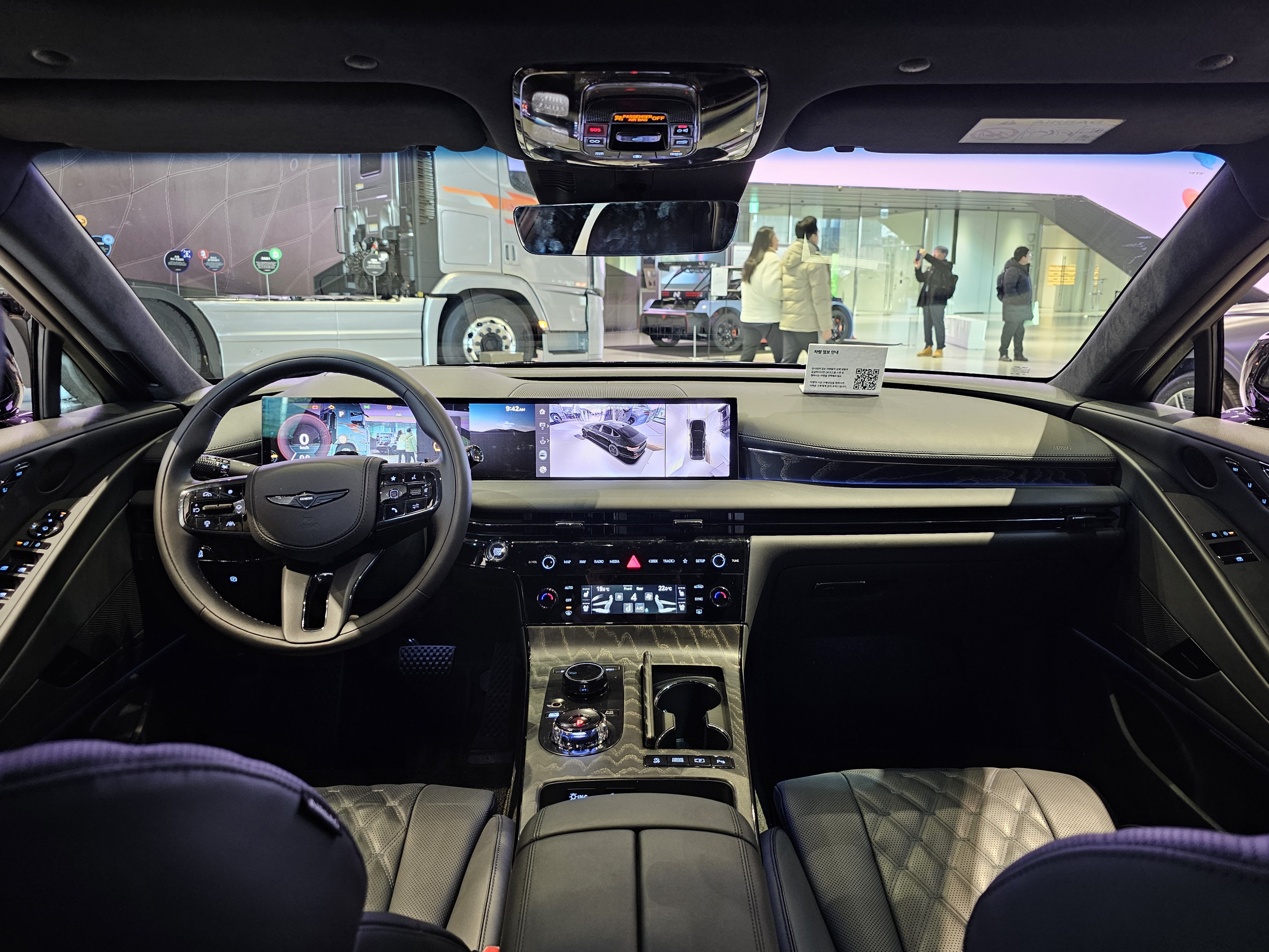
실내

## 수상 내역
- 미국 카 앤 드라이버 <2025 에디터스 초이스 어워즈> - '중형 럭셔리 세단' 부문